# Нае (река)
Нае (на немски: Nahe; на латински: Nava) е 125 км дълга река, приток на Рейн в Саарланд и в Рейнланд-Пфалц, Германия.
Реката извира северозападно от Зелбах в Саарланд и при Бинген се влива в Рейн.